# 东京女子体育大学
東京女子體育大學為一所日本的私立體育大學，1902年創立，隸屬藤村學園。

## 沿革
1902年建立，1962年升格為大學

## 學部
- 體育學科
- 女子體育研究所

### 主要校隊
水球、游泳、競技體操、
桌球、劍道、野球、
柔道、田徑、網球、
曲棍球、羽毛球、鐵人三項

## 獎學金
給付型
- 藤村學園育英獎學金
- 海外遠征補助金

授與型
- 体育运动獎學金（A、B、C等3種）
- 体育运动特別獎學金